# Antônio Alberto Guimarães Rezende
Dom Antônio Alberto Guimarães Rezende CSS (Uberaba, 3 de maio de 1926; Uberaba, 13 de abril de 2015) foi um sacerdote estigmatino e bispo católico brasileiro. Era bispo-emérito da Diocese de Caetité.

## Biografia e vida eclesiástica
Em 1942 ingressou no seminário de Rio Claro, concluindo a formação (Teologia e Filosofia) em Ribeirão Preto. Foi ordenado sacerdote em Sertãozinho em 8 de dezembro de 1953.
Foi vigário, chefe de missões dos padres estigmatinos, mestre de noviços em Verona, na Itália. Foi nomeado bispo diocesano de Caetité em 1981, pelo Papa João Paulo II.
Atuou ainda nas paróquias de Itararé e Barra da Estiva. Como bispo ampliou o número de padres, muitos deles estrangeiros, e religiosas seculares. Ampliou a emissora de rádio, concluiu o prédio do shoping center Caiçara, e proporcionou amplas reformas e restauração da Catedral de Santana, na sede do bispado. Além disto, sob sua direção, foram erguidas várias capelas nos bairros de Caetité, e ações educacionais nas cidades que compõem a circunscrição.
Recentemente lançou um livro de memórias Detalhes e retalhos de uma vida, no Salão Padre Ângelo Pozzani, anexo ao Santuário de Nossa Senhora d’Abadia em Uberaba. Jornalista Ellen Gomes conta que o lançamento comemora o 30º aniversário da Ordenação Episcopal deste missionário estigmatino uberabense. Ele foi consagrado no Vaticano, através do saudoso Papa João Paulo II, bispo Emérito de Caetité, na Bahia. O prefácio do livro é assinado pelo professor Márcio Salge e a capa e design gráfico, por Alex Maia.[carece de fontes?]

## A Igreja junto aos fiéis
A figura de D. Alberto está associada a uma bonomia que a todos sempre cativou. Lutando contra as dificuldades, numa extensa diocese, cheia de problemas sociais, ambientais e culturais, sua atuação deixou marcas de progresso e de aproximação junto às camadas menos favorecidas da população. Sua autoridade sempre foi exercida com lhaneza e sabedoria, extrema simplicidade e fomento da religiosidade dos seus fiéis, como informou a historiadora Helena Lima Santos.
D.Alberto residiu, após se tornar bispo emérito, na cidade de Uberaba, no Santuário de Nossa Senhora da Abadia, manteve, entretanto, uma casa na cidade em que exerceu seu único episcopado. Faleceu em 13 de abril de 2015, vítima de um acidente vascular cerebral.
Sabendo da morte de dom Alberto, a Diocese de Caetité - Bahia ficou em oração e agradecida a Deus pelo pastor que teve entre 1981 e 2003, de onde era bispo emérito, sendo sucedido por dom Ricardo Guerrino Brusati - Fábio Galvão, Pastoral da Comunicação Diocesana.

## Homenagem
A Academia Caetiteense de Letras tem em D. Alberto não apenas um dos seus Imortais, como figura dentre os seus Patronos, ao lado de expoentes da cultura local, como Anísio Teixeira, Cezar Zama, e outros.